# 네덜란드 망명정부
네덜란드 망명정부(네덜란드어: Nederlandse regering in ballingschap) 또는 런던 내각(네덜란드어: Londens cabinet)은 제2차 세계 대전 당시 네덜란드 전투 이후 런던으로 도피한 네덜란드의 망명정부로 빌헬미나 여왕이 주도가 되어 성립된 정부이다. 1945년 5월 독일이 네덜란드에서 철수한 이후 본국으로 돌아왔다.

## 배경과 망명
1940년 이전, 네덜란드는 중립국을 유지했다. 그러나 1940년 5월 독일이 네덜란드를 침공한 이후 빌헬미나는 런던으로 도피했고 디르크 얀 더 헤이르 수상이 이끄는 정부가 다음 날 영국으로 철수했다. 정부는 런던의 그린 파크 맞은편에 위치한 피카딜리 지역의 스트래튼 하우스에 설립되었다. 초기에 이들은 프랑스가 재편성 이후 네덜란드를 해방시키를 원했다. 그러나 됭케르크 철수 이후 연합군이 프랑스 공방전에서 패배했다는 것이 명확해지자 이들의 희망도 꺾였다.
네덜란드 망명 정부는 곧 딜레마에 빠졌다. 프랑스가 패배한 이후 비시 프랑스가 나치 독일과 협력하였기 때문이다. 더 헤이르 수상과 여왕은 이로 인해 분쟁을 일으켰다. 더 헤이르 수상은 네덜란드로 돌아가 프랑스처럼 협력 정부를 구성하려고 했다. 네덜란드령 동인도는 여전히 망명 정부가 다스리고 있었으며 이 지역은 미국과 소련 다음으로 네덜란드에 망명 정부에 석유를 생산하는 국가였다. 빌헬미나는 네덜란드가 독일에 협력하면 네덜란드령 동인도 역시 프랑스령 인도차이나처럼 일본 제국에 항복할 것이라 보았다.

## 런던에서의 망명
네덜란드는 미국 또는 소련이 1941년 전쟁에 참전하였기 때문에 국토 회복에 대한 희망은 높아졌고, 여왕은 더 헤이르 수상을 불신하여 그를 해임하였다. 여왕은 윈스턴 처칠, 그리고 프랭클린 루즈벨트와 같이 일했던 법무장관 피터르 슈르츠 헤르브란디를 새로운 수상으로 임명했다. 아루바와 퀴라소는 그 당시 네덜란드 식민지로, 세계급 수출용 정유소가 위치한 곳이었다. 아루바는 1940년부터 1942년까지 영국의 보호령이었고, 이후에는 미국 보호령이 되었다. 1941년 11월 23일 네덜란드 망명 정부의 지원 하에 수리남의 정유 시설들을 보호하는 조건으로 수리남은 미국의 보호령이 되었다.
1944년 9월 네덜란드, 벨기에, 룩셈부르크 망명 정부는 베네룩스 관세 연합을 창설하는 합의서를 만들기 시작했다. 같은 해 9월 5일 런던 세관 협정에서 이 관세 연합 합의서는 서명되었다. 1946년 네덜란드 의회는 여왕의 이러한 활동들을 정당화했다. 윈스턴 처칠은 여왕에게 그녀가 유일한 네덜란드 정부의 남성이라고 호평했다.

## 같이 보기
- 오라녜 라디오